# Великая Медведевка (Шепетовский район)
Вели́кая Медве́девка (укр. Велика Медведівка) — село в Шепетовском районе Хмельницкой области Украины.
Население по переписи 2001 года составляло 620 человек. Почтовый индекс — 30434. Телефонный код — 3840. Занимает площадь 136 км². Код КОАТУУ — 6825480203.

## Местный совет
30434, Хмельницкая обл., Шепетовский р-н, с. Хролин, ул. Ватутина.

## История
В 1906 году — село Судилковской волости Заславского уезда Волынской губернии. Расстояние до уездного города 35 вёрст, до волостного центра — 10 вёрст. Дворов 198, жителей 1099.

## Известные личности
- Александр Иванович Емец (1959–2001) — советский юрист и украинский государственный и политический деятель. Родился в селе Великая Медведевка.
- Тадеуш Ежи Стецкий (1838–1888) — волынский краевед и писатель. Умер в селе Великая Медведевка.

## Памятники природы
- Огрудок — ботанический памятник природы местного значения. Площадь 8,2 гектара. Статус присвоен в 2004 году решением сессии областного совета[3].
- Липа — одно из 500 выдающихся деревьев Украины. Высота 12 метров, обхват 5,6 метра, возраст около 400 лет[4].

## Галерея

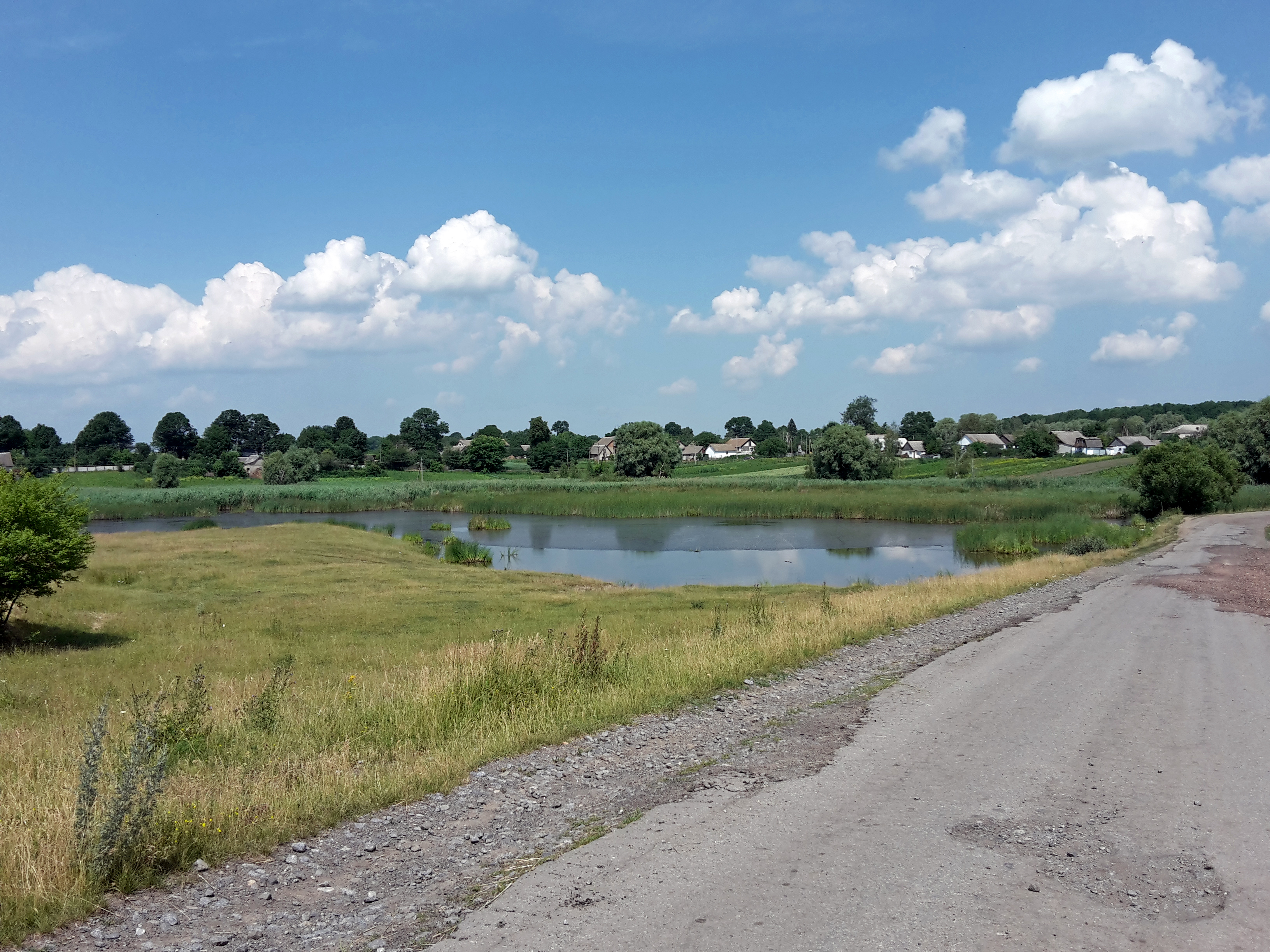
Великая Медведевка
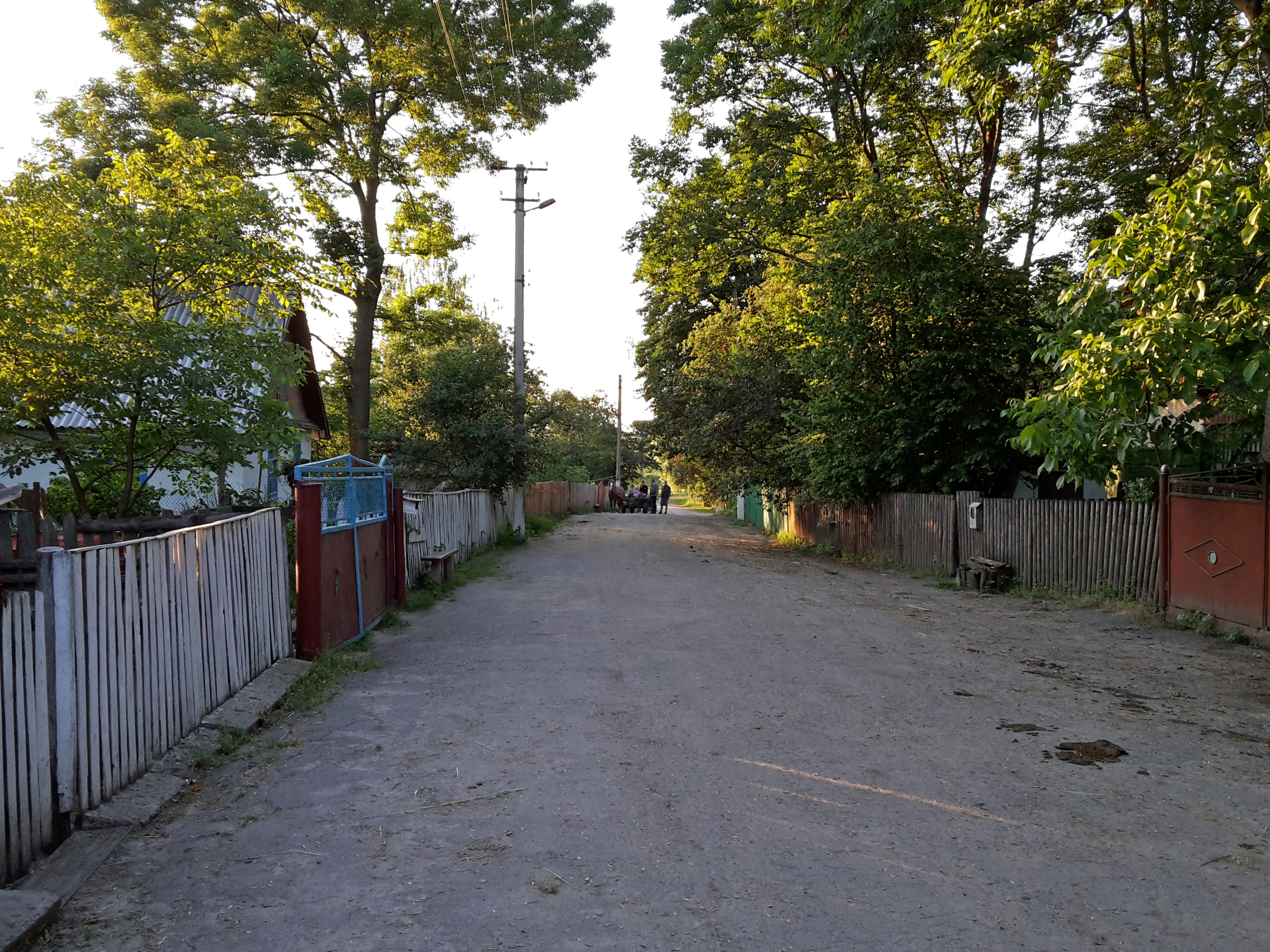
Сельская улица
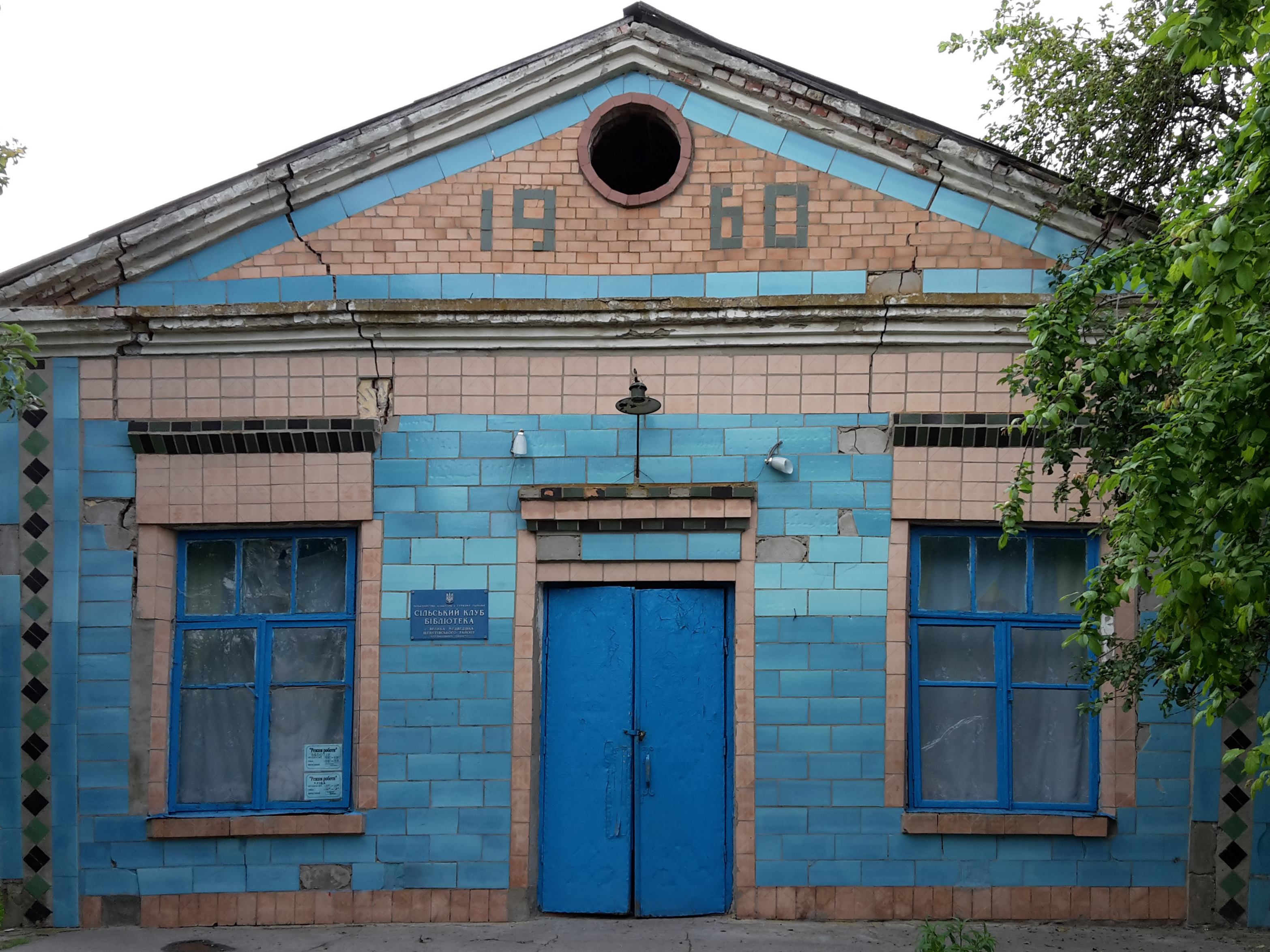
Сельский клуб и библиотека
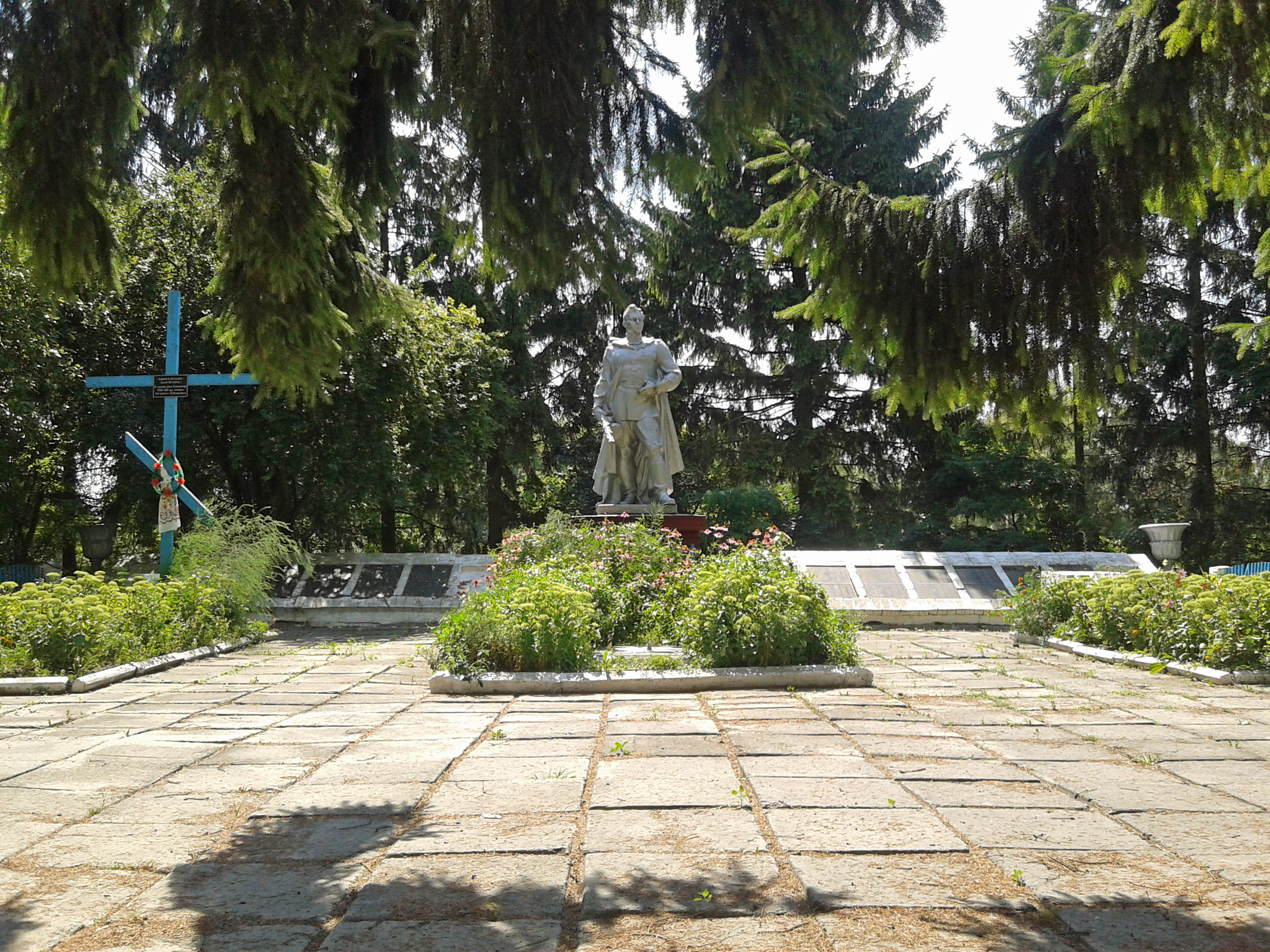
Памятник героям ВОВ
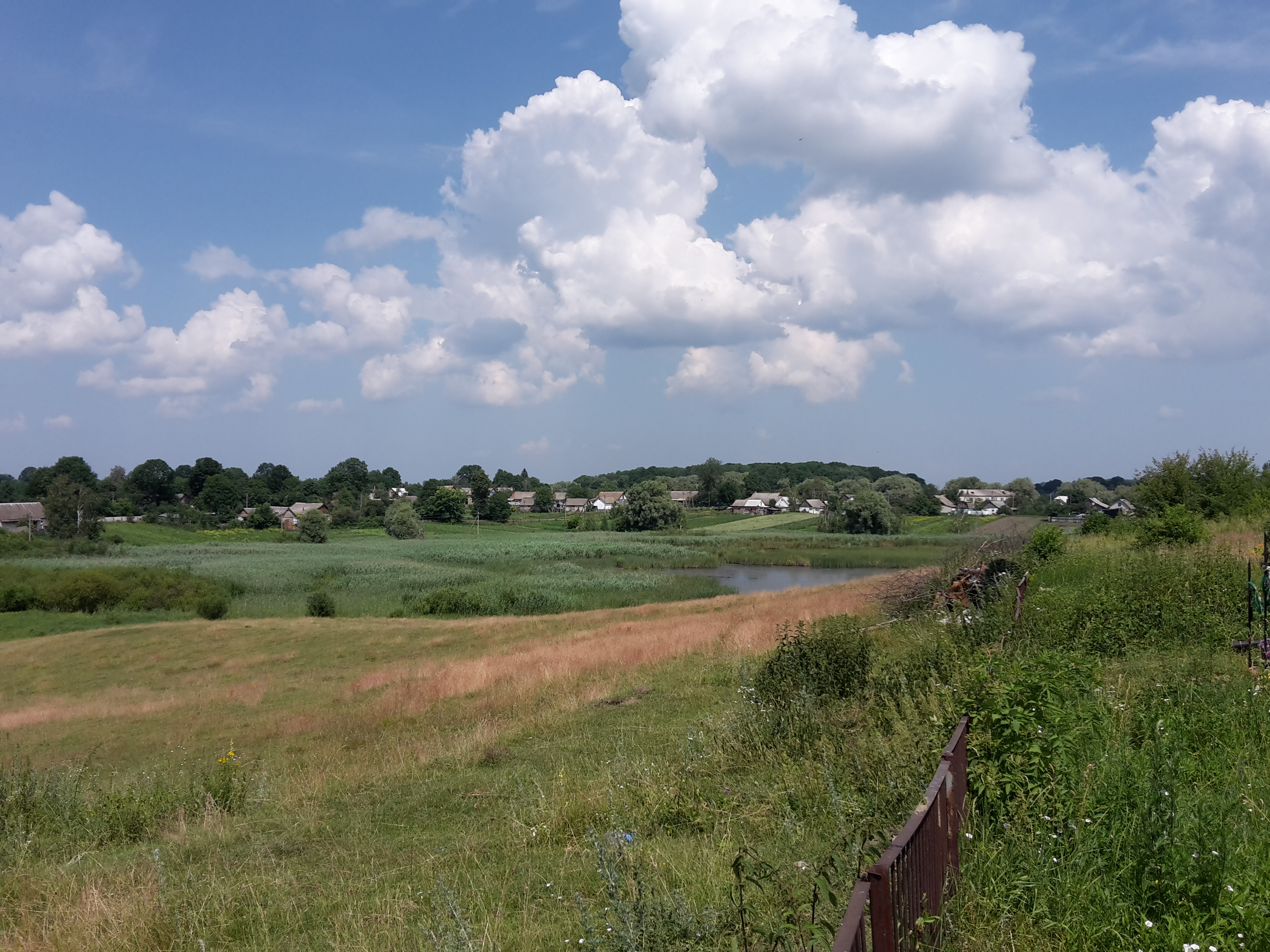
Сельский пейзаж
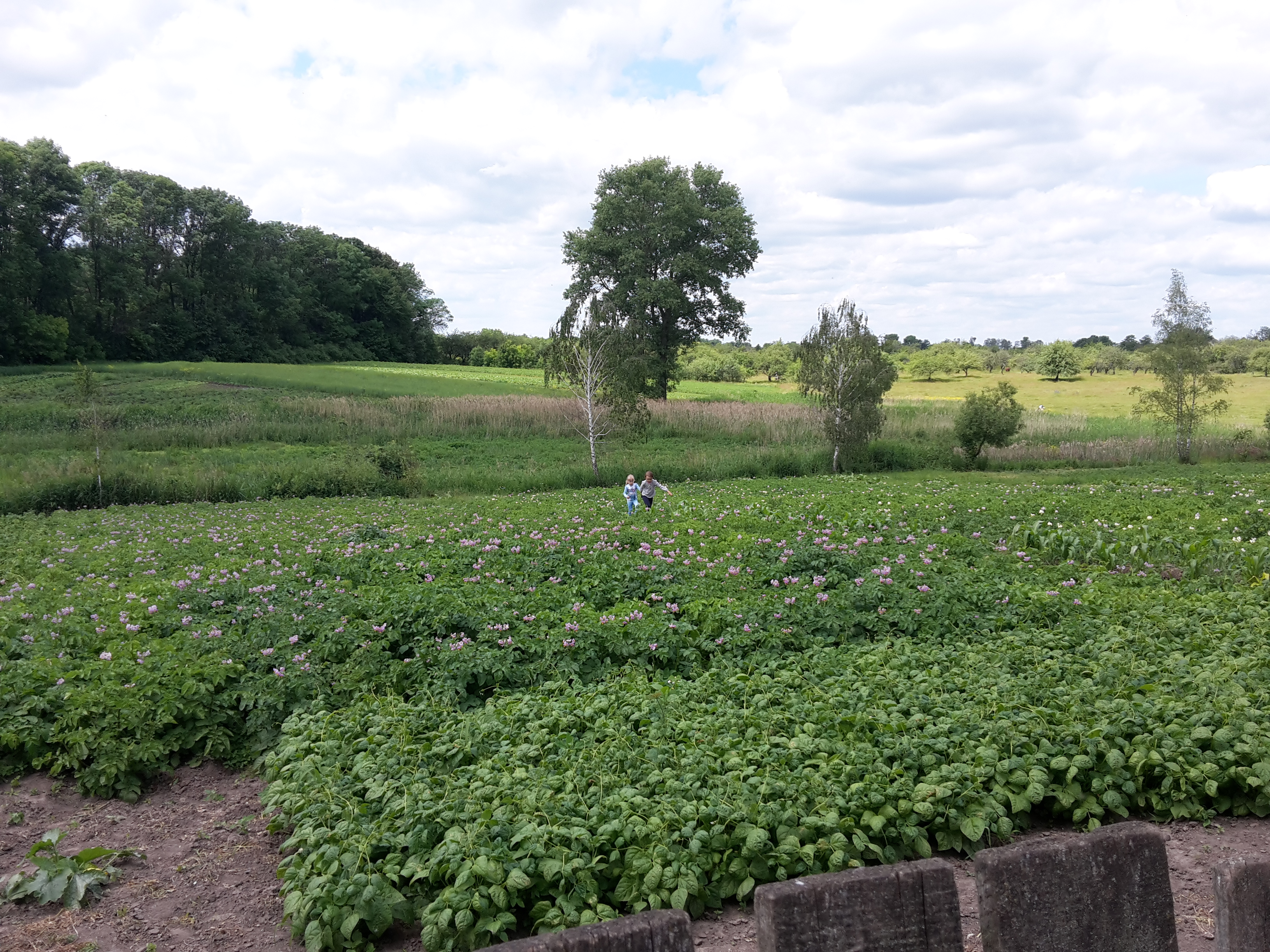
Сельские огороды
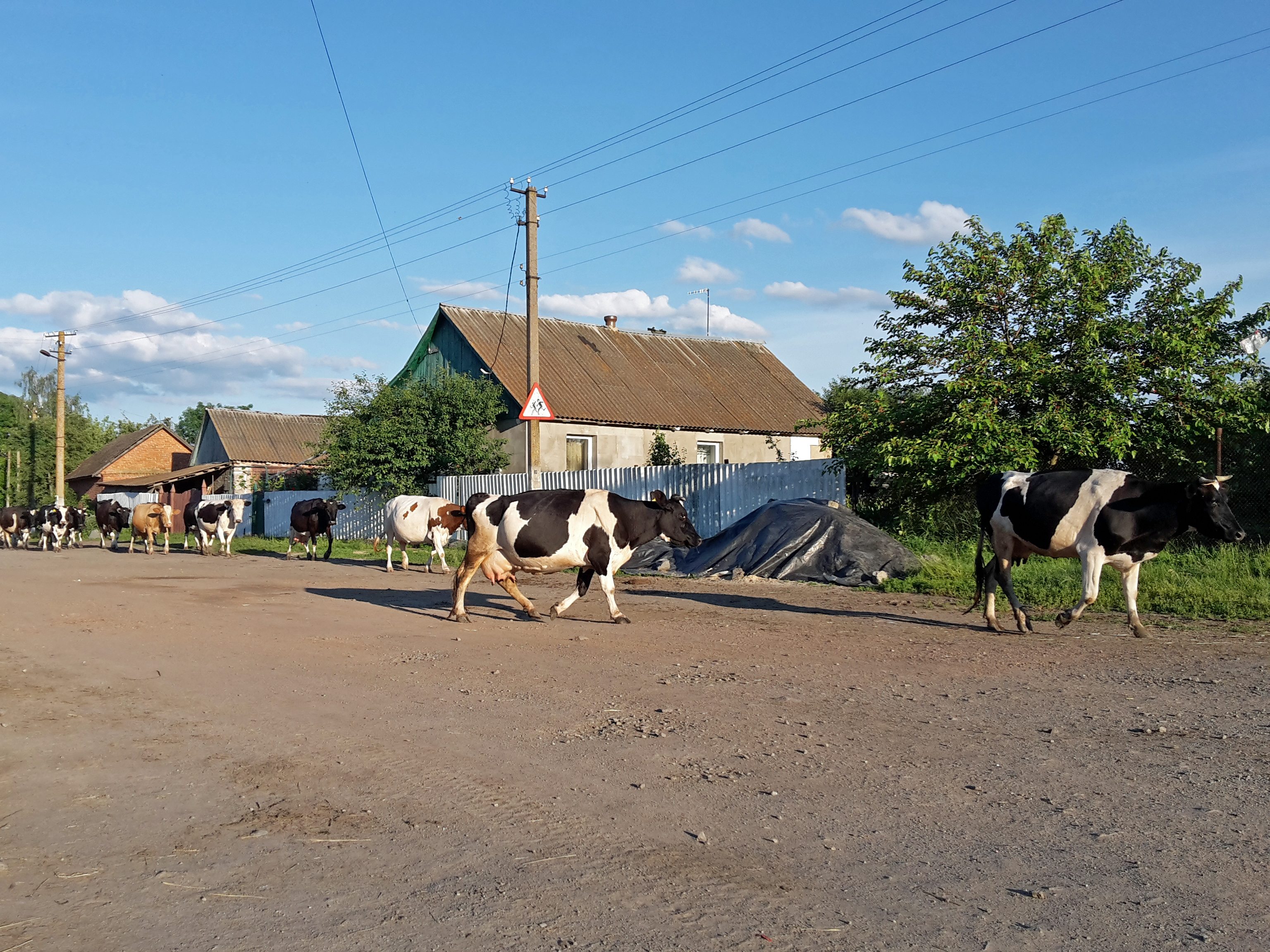
Сельская улица летним вечером
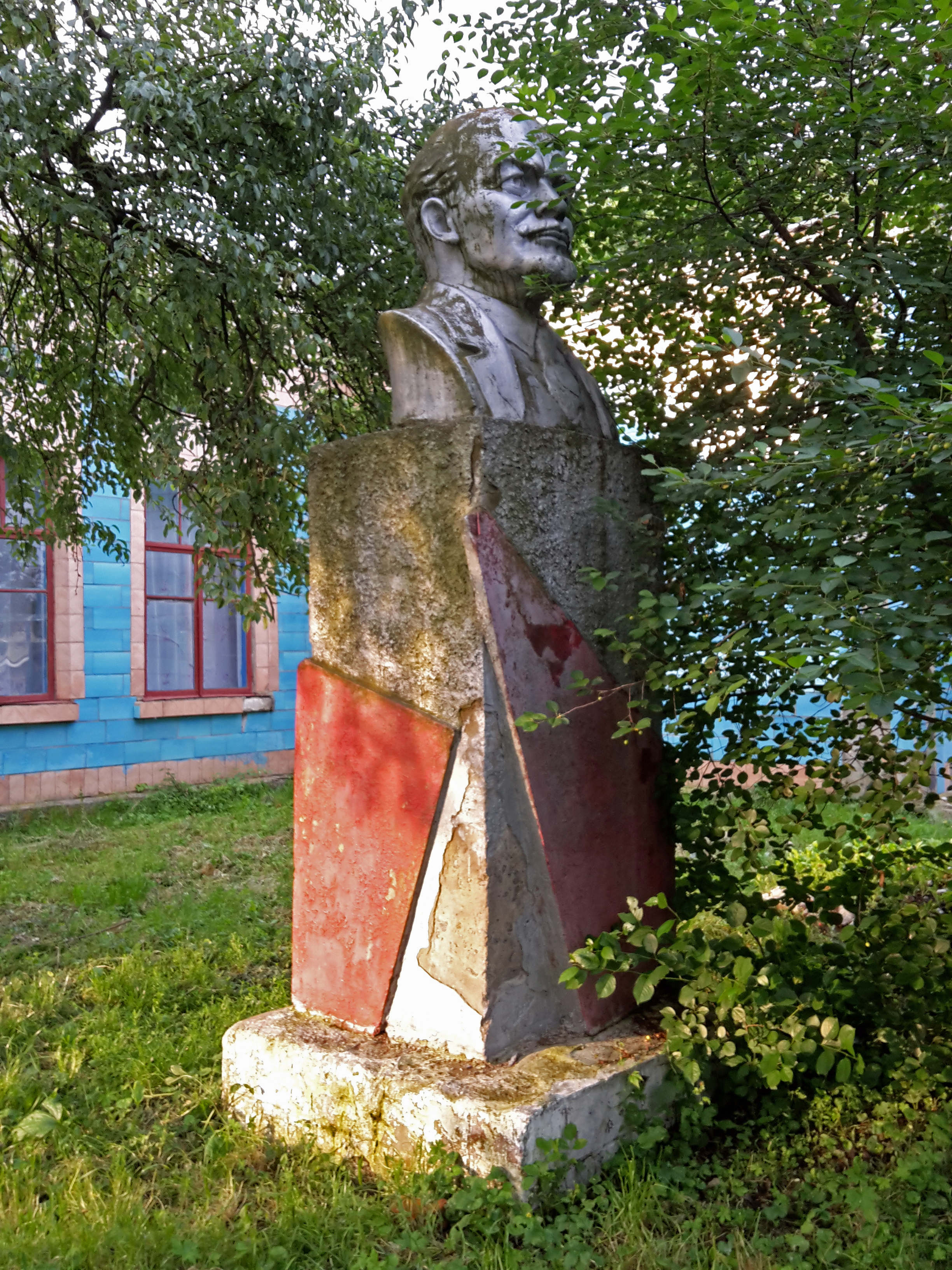
Заброшенный памятник Ленину, 2016 год (снесён в 2020 году)